# Vertrag von Washington (1900)
Der Vertrag von Washington wurde am 7. November 1900 zwischen dem Königreich Spanien und den USA in Washington, D.C. geschlossen. Er war eine Ergänzung zum Vertrag von Paris (1898), der den Spanisch-Amerikanischen Krieg beendet hatte. Der Vertrag trat am 23. März 1901 in Kraft, als er von beiden Nationen ratifiziert wurde. Inhaltlich spezifizierte der Vertrag den Artikel III des Vertrages von Paris. Sein Text lautete:

„Spanien verzichtet zugunsten der USA auf alle Ansprüche, die es während der Unterzeichnung des Vertrages von Paris gehabt hatte oder vermeintlich gehabt hatte in Bezug auf Inseln der Philippinen, wie sie in Artikel III beschrieben worden sind. In besonderem Maße gilt das für die Inseln Cagayan Sulu und Sibutu und den dazugehörigen Inseln. [Spanien] stimmte voll und ganz darin überein, dass diese Inseln in die Abtretung der Inselgruppe [gemein sind die Philippinen] unterfallen.“

Die USA sicherten als Gegenleistung für den Verzicht die Zahlung von 100.000 Dollar (umgerechnet heute etwa 3.900.000 Euro) innerhalb von sechs Monaten nach der Ratifizierung zu.